# Hudhufusheefinolhu
Hudhufusheefinolhu ou Hudhufushi Finolhu est une petite île inhabitée des Maldives. Elle semble désormais avoir disparu. 

## Géographie
Hudhufusheefinolhu est située dans le centre des Maldives, au Nord de l'atoll Nilandhe Sud, dans la subdivision de Dhaalu. 